# Aleksander Erniša
Aleksander Erniša, slovenski evangeličanski duhovnik, četrti škof evangeličanske cerkve na Slovenskem * 19. januar 1980, Murska Sobota.

## Življenje in delo
Oče mu je bil Geza Erniša, ki je bil od 2002 do 2003 škof evangeličanske cerkev. Mati mu je Ružena, po rodu iz Slovaške. Otroška leta je preživel v Gornjih Slavečih na Goričkem v Prekmurju. Osnovno šolo je končal v Kuzmi. Splošno gimnazijo je obiskal na Slovaškem in se je leta 1998 vpisal na luteransko teološko fakulteto Univerze Komenskega v Bratislavi, medtem ko je študiral tudi na Dunaju. Leta 2004 je diplomiral, leta 2016 pa je opravil doktorski študij v Podiplomski šoli Znanstvenoraziskovalnega centra Slovenske akademije znanosti in umetnosti.
Od 2005 do 2018 je bil kaplan v Slovenski vojski. Od 2018 do 2022 je bil evangeličanski duhovnik v Trstu. Tudi je bil policijski vikar in pomočnik policijskega vikarja Jone Janeza Veneta.
Junija 2025 je bil izvoljen za novega škofa Evangeličanske cerkve v Sloveniji, Na tem položaju bo v začetku leta 2026 nasledil Leona Novaka. Hkrati je prevzel vodenje luteranske cerkvene občine v Ljubljani, kjer se je duhovnik in bivši škof Geza Filo upokojil.